# Orgburo
L'Orgburo (en russe : Оргбюро́), soit Bureau d'organisation (організаційне бюро, Organіzatsіyne byuro) était un organe du Comité central du Parti communiste de l'Union soviétique. Il a existé de 1919 à 1952, date à laquelle ses fonctions ont été transférées au Secrétariat du Comité central. 

## Fonctions
L'Orgburo avait la charge des tâches d'organisation en Russie soviétique, puis en URSS. Il supervisait le travail des comités locaux du Parti et avait le pouvoir de sélectionner et de nommer ses cadres aux postes jugés adéquats. Les fonctions de l'Orgburo et du Politburo étaient souvent en relation, le Politburo ayant le pouvoir final de décision. Si le Politburo s'occupait de prospective et de stratégie, l'Orgburo était chargé de l'organisation du Parti proprement dit. Plusieurs personnages-clé du Parti communiste et du régime soviétique, comme Joseph Staline, Viatcheslav Molotov et Lazare Kaganovitch, étaient membres simultanément du Politburo et de l'Orgburo, mais la plupart des membres de l'Orgburo étaient des cadres de moindre importance que ceux du Politburo. 